# Лунка (Васлуј)
Лунка (рум. Lunca) насеље је у Румунији у округу Васлуј у општини Гергешти. Oпштина се налази на надморској висини од 176 m.

## Становништво
Према подацима из 2002. године у насељу је живело 481 становника, од којих су сви румунске националности.